# Kościół św. Izydora w Smolanach
Kościół św. Izydora w Smolanach – rzymskokatolicki kościół parafialny, pw. św. Izydora Oracza, zbudowany w latach 1834–1839 w miejscowości Smolany.

## Historia
Na początku XIX w. Michał Haberman, właściciel ziemski, na miejscu zakupionego od Kotarskich folwarku Smolany założył dużą wieś Smolany. Sprowadził osadników z Mazur i Żydów. Dla katolików wybudował w latach 1834–1839 kościół jako filialny parafii Krasnopol. Dla jego obsługi w 1839 sprowadził ze Zaręb Kościelnych ojców Reformatów, dla których wybudował obok kościoła klasztor. Parafia w Smolanach została erygowana 4 listopada 1897 dekretem biskupa Pawła Krajewskiego. W 1937 remontowano fundamenty, dach i wieżę kościoła. W 1948 i 1952 pokryto dach blachą ocynkowaną. W 1964 wymieniono podłogę, a w 1974 założono ogrzewanie za pomocą pieców akumulacyjnych, które w 1982 zamieniono na centralne. W kwietniu 1989 rozpoczęto remont kościoła. Rozebrano starą wieżę i zbudowano nową, wymieniono uszkodzoną więźbę dachową i pokryto cały kościół blachą miedzianą. Wyremontowano także organy. W 1990 wymieniono okna i wykonano nowe tynki zewnętrzne. W 1994 wyburzono dawny chór i wykonano nowy żelbetowy. Zlikwidowano również dwa boczne ołtarze. 14 grudnia 2003 biskup ełcki Jerzy Mazur dokonał poświęcenia odrestaurowanej świątyni na przełomie XX i XXI w.

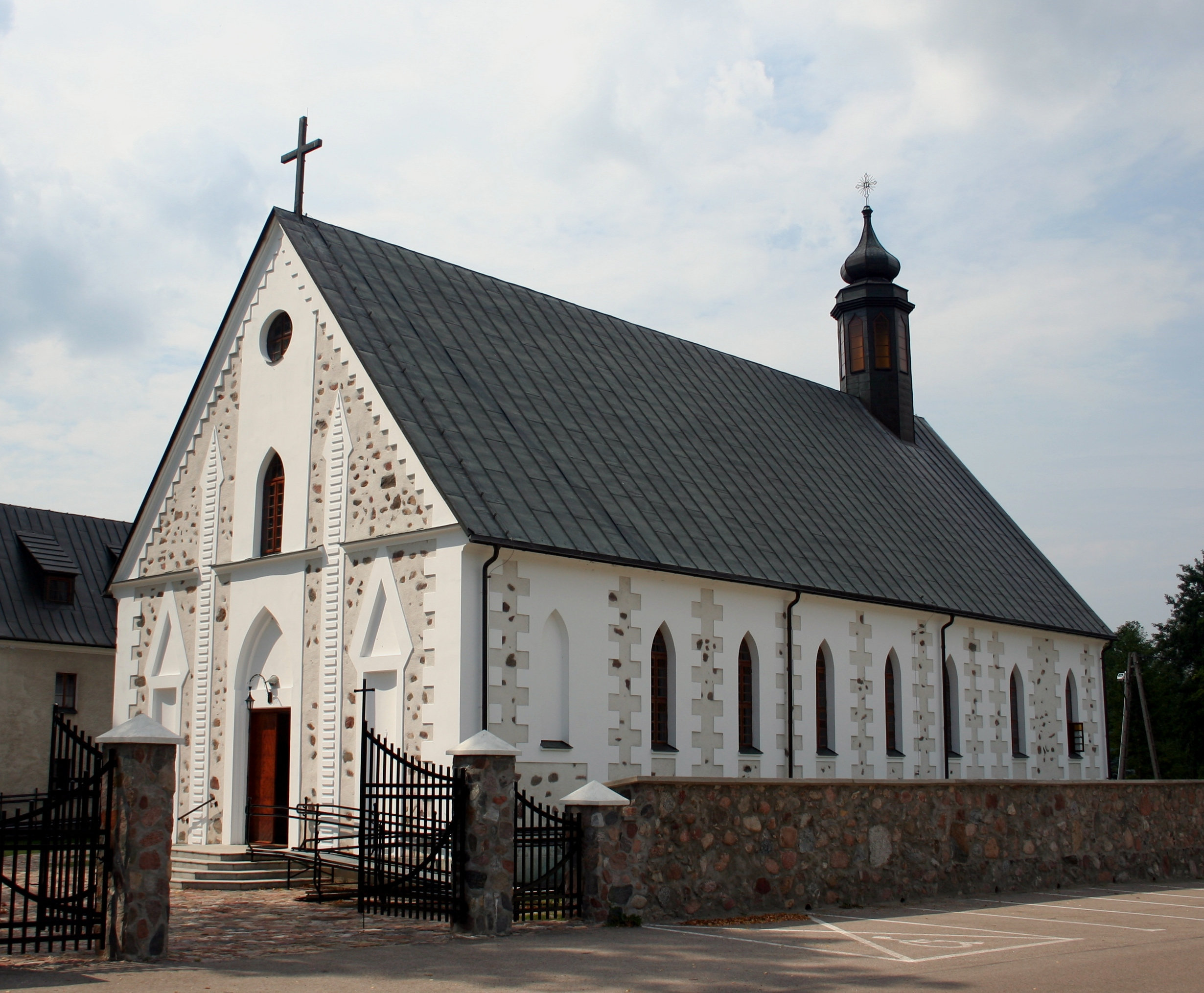
Elewacja północna
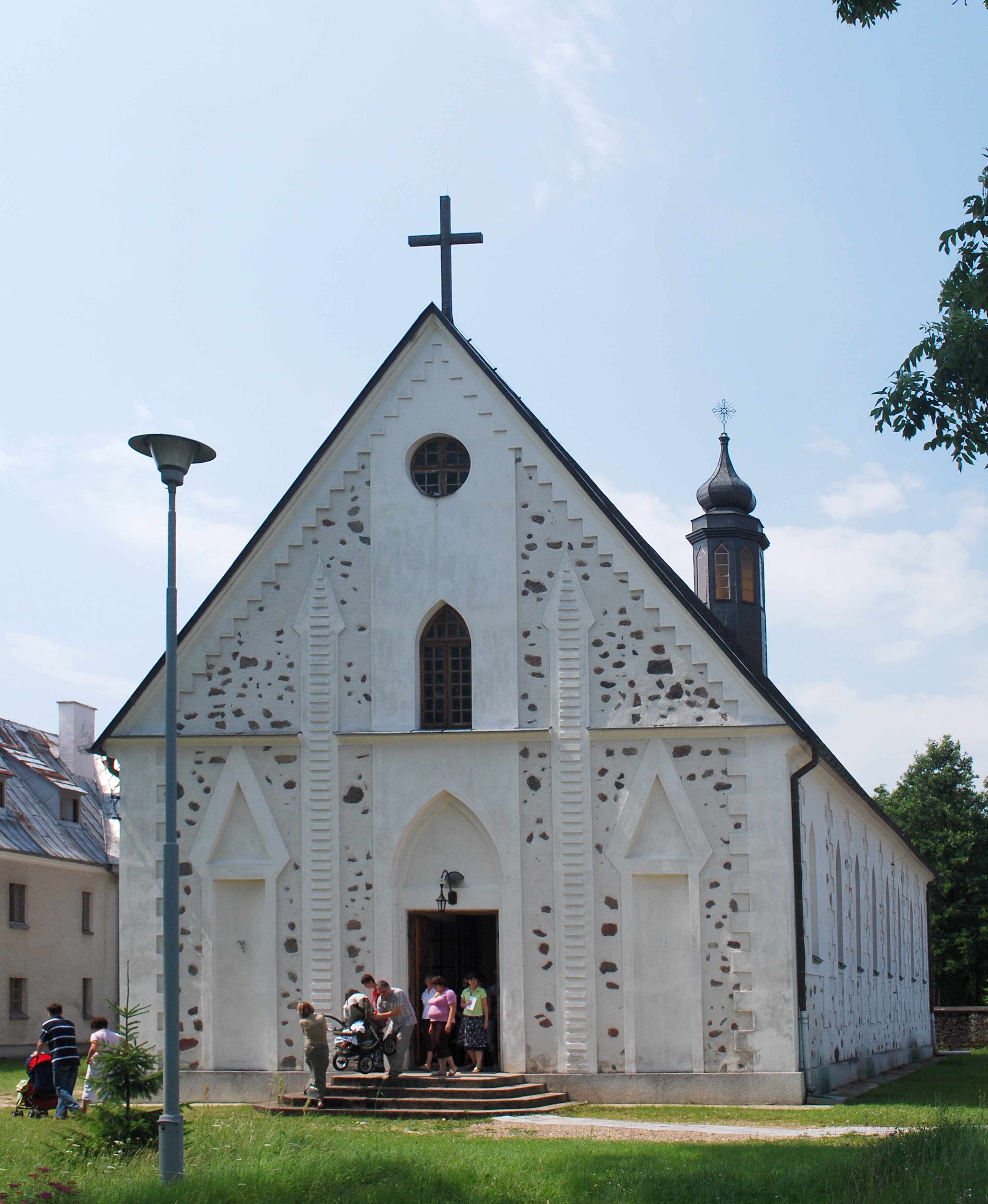
Fasada
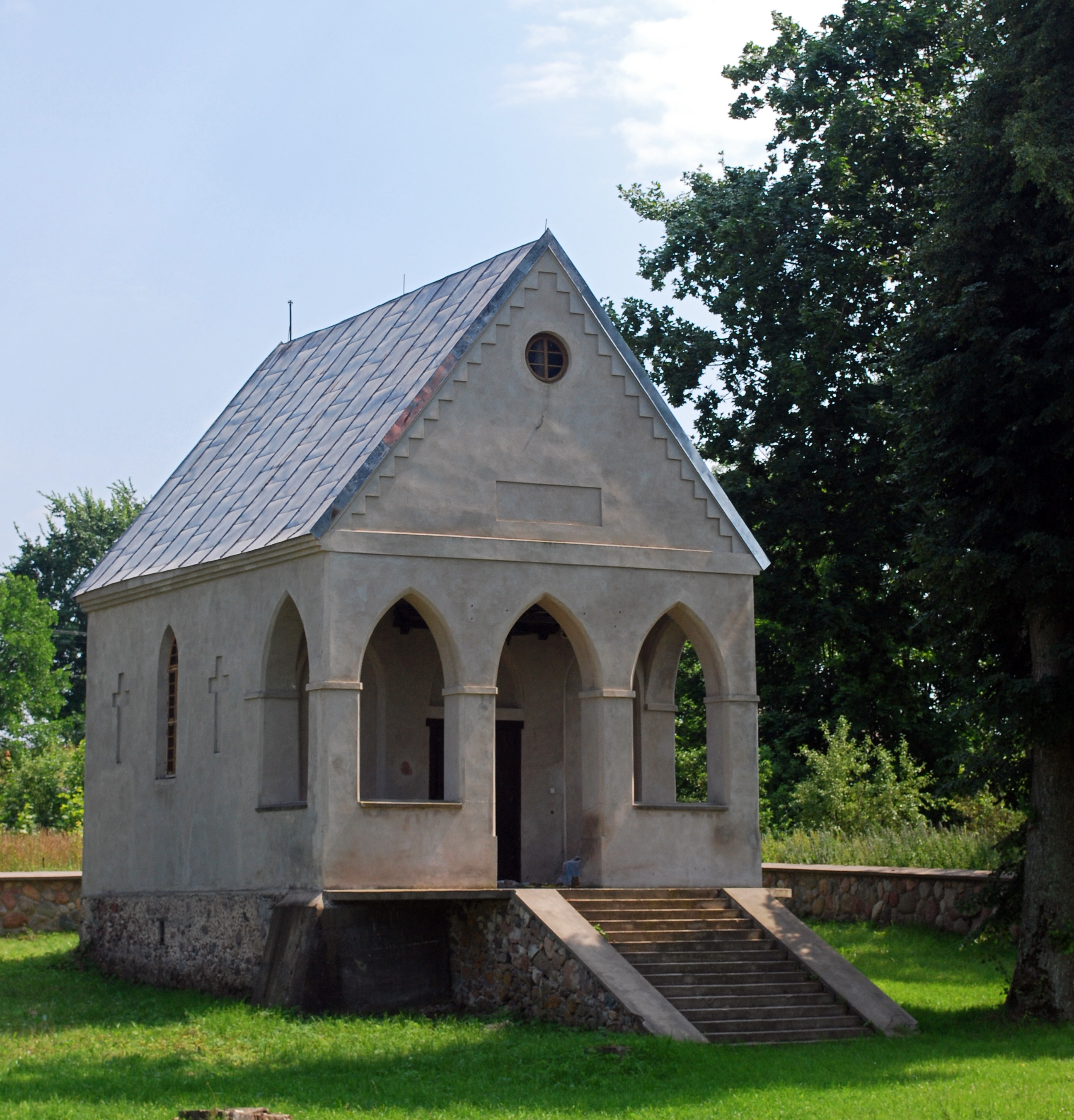
Otoczenie: kaplica cmentarna z 1846

## Architektura i wyposażenie
Jest to budowla bezstylowa, zbudowana z kamienia i otynkowana. Na planie prostokąta o wymiarach 26 na 12 m i wysokości do sklepienia 9 m, z jedną wieżą o wysokości 14 m. Filary o podstawie kwadratów ze ściętymi narożnikami dzielą wnętrze na trzy siedmioprzęsłowe nawy i jednoprzęsłowe prezbiterium. Nawa główna jest dwukrotnie szersza od naw bocznych. Przy wejściu kruchta, a nad nią chór muzyczny z piszczałkowymi organami. Dwuspadowy dach pokryty blachą miedzianą. Do kościoła przylega budynek klasztorny tworzący jedną całość w kształcie litery U.
Wewnątrz w prezbiterium w ołtarzu głównym znajduje się figura Chrystusa Ukrzyżowanego. Na ścianie frontowej lewej nawy umieszczono obraz Matki Bożej Anielskiej, natomiast w prawej nawie obraz św. Izydora Oracza, głównego patrona parafii. Ponadto w świątyni są obrazy św. Antoniego Padewskiego, św. Michała Archanioła, Matki Boskiej Częstochowskiej, Matki Bożej Nieustającej Pomocy i Najświętszego Serca Pana Jezusa.

## Otoczenie
Na cmentarzu przykościelnym wzniesiona została w 1846 kaplica – grobowiec pw. św. Michała Archanioła. W jej podziemiach znajdują się trumny z doczesnymi szczątkami rodziny Habermanów – fundatorów kościoła i parafii. Po ostatnim remoncie kaplica pełni rolę przedpogrzebowej kaplicy i dzwonnicy z trzema dzwonami sterowanymi elektronicznie.